# کلیسای مریم مقدس، رامیس
کلیسای مریم مقدس، رامیس (ارمنی: Սուրբ Աստվածածին եկեղեցի (Ռամիս)؛ انگلیسی: St. Mary) یک کلیسا متعلق به کلیسای حواری ارمنی واقع در  شهرستان اردوباد، جمهوری آذربایجان می‌باشد. ساخت و ساز این ساختمان در سده ۱۲ام میلادی؛ به پایان رسید. این بنا به سبک معماری ارمنی طراحی شده‌است.